# Martin Henriksson
Martin Henriksson (født 30. oktober 1974 i Sverige) er guitarist for det svenske melodiske dødsmetal-band Dark Tranquillity og en af de originale medlemmer. Han spillede originalt bas i bandet, men skiftede til guitar på deres album Haven, som blev udgivet i 2000. Michael Nicklasson der var guitarist i bandet Luciferion sluttede sig til dem som den nye bassist.
Martins mest brugte guitarer er en Gibson Explorer og en Gibson Les Paul Studio Light.